# Grupa Północna
Grupa Północna (ang. Northern Group) – istniejąca od 2010 międzynarodowa inicjatywa zrzeszająca 12 krajów Europy północnej, będących członkami NATO lub Unii Europejskiej. Ma ona służyć zacieśnieniu współpracy. Zajmuje się bezpieczeństwem w Europie oraz rozwojem inicjatyw politycznych i wojskowych w NATO i UE. Grupa powstała w listopadzie 2010 roku z inicjatywy Wielkiej Brytanii i wtedy zoganizowano też pierwsze spotkanie ministrów obrony. Przewodnicwo w grupie pełni rotacyjnie wspólnie kilka państw: w każdej pierwszej połowie roku są to Polska, Niemcy, Holandia, Wielka Brytania, Litwa, Łotwa, Estonia, a w drugim półroczu Dania, Finlandia, Islandia, Norwegia i Szwecja.